# Conus coffeae
Espèce
Statut de conservation UICN

 LC  : Préoccupation mineure
Conus coffeae est une espèce de mollusques gastéropodes marins de la famille des Conidae.
Comme toutes les espèces du genre Conus, ces escargots sont prédateurs et venimeux. Ils sont capables de « piquer » les humains et doivent donc être manipulés avec précaution, voire pas du tout.

## Description
La taille de la coquille varie entre 18 mm et 51 mm. La coquille, d'un brun jaunâtre, est bordée de bandes blanches au milieu et moins nettement à l'épaule et à la base du verticille. Ces bandes sont parfois maculées, comme la spire, de marron, et il y a, sur les parties plus foncées, de faibles lignes tournantes marron occasionnelles.

## Distribution
Cette espèce marine est présente dans le Pacifique central et occidental ; au large de l'Australie (Nouvelle-Galles du Sud, Territoire du Nord, Queensland, Australie-Occidentale)

### Niveau de risque d’extinction de l’espèce
Selon l'analyse de l'UICN réalisée en 2011 pour la définition du niveau de risque d'extinction, cette espèce est présente dans le Pacifique occidental et central, de l'Indonésie et de la Malaisie au Japon et à la Polynésie française (à l'exception des îles Marquises). Cette zone ne comprend pas Hawaï. Il s'agit d'une espèce à large aire de répartition et elle est peu commune dans toute son aire de répartition. Il n'y a pas de menaces majeures connues, elle est donc classée dans la catégorie préoccupation mineure.

## Taxonomie

### Publication originale
L'espèce Conus coffeae a été décrite pour la première fois en 1791 par le naturaliste et chimiste allemand Johann Friedrich Gmelin (1748-1804) dans la publication intitulée « Systema Naturae Linneaeus (ed) Ed 13 »,.

### Synonymes
- Conus (Leporiconus) coffeae Gmelin, 1791 · appellation alternative
- Conus fabula G. B. Sowerby I, 1833 · non accepté
- Cucullus caffer Röding, 1798 · non accepté
- Leporiconus coffeae (Gmelin, 1791) · non accepté

### Identifiants taxinomiques
Chaque taxon catalogué par les bases de données biologiques et taxonomiques possède un identifiant qui permet d'établir un point de référence. Les identifiants de Conus coffeae dans les principales bases sont les suivants :
AFD : Conus_(Leporiconus)_coffeae - BOLD : 84928 - CoL : XX6Z - GBIF : 5795737 - iNaturalist : 431916 - IRMNG : 10533363 - NCBI : 528167 - TAXREF : 91984 - UICN : 192754 - WoRMS : 426459